# Институт Храма
Институ́т Хра́ма (ивр. מכון המקדש‎ — Махон ха-Микдаш) — израильский научно-исследовательский институт, музей и учебный центр в Иерусалиме, деятельность которого сконцентрирована на построении Третьего Храма.
Создан в 1987 году рабби Исраэлем Ариэлем. Институт изучает Иерусалимский храм — Храм Соломона (Первый) и Храм Зоровавеля (Второй). Раввин Ариэль планирует восстановить Храм на плато, называемом Храмовая гора. Финансирование института поступало как от частных лиц вроде нью-йоркского миллиардера Генри Свики, так и от правительства Израиля. 
Коллектив учёных института воссоздал утварь, необходимую для храмового служения, а также одежды священников. Всё это демонстрируется в музее, действующем при институте.

## Рыжая телица
Организация Институт Храма, деятельность который посвящена строительству Третьего храма в Иерусалиме, пытается найти рыжих тёлок для обряда, соответствующих требованиям 19:1—22 еврейской библии и трактату Мишны Пара. На рубеже тысячелетий организация нашла двух — одну в 1997 году и другую в 2002 году — и провозгласила, что обе они соответствуют требованиям кашрута, но позднее сочла обеих неподходящими. В марте 2010 года представитель организации заявил в радиоинтервью, что в Израиле точно найдена кошерная рыжая тёлка.

## Галерея

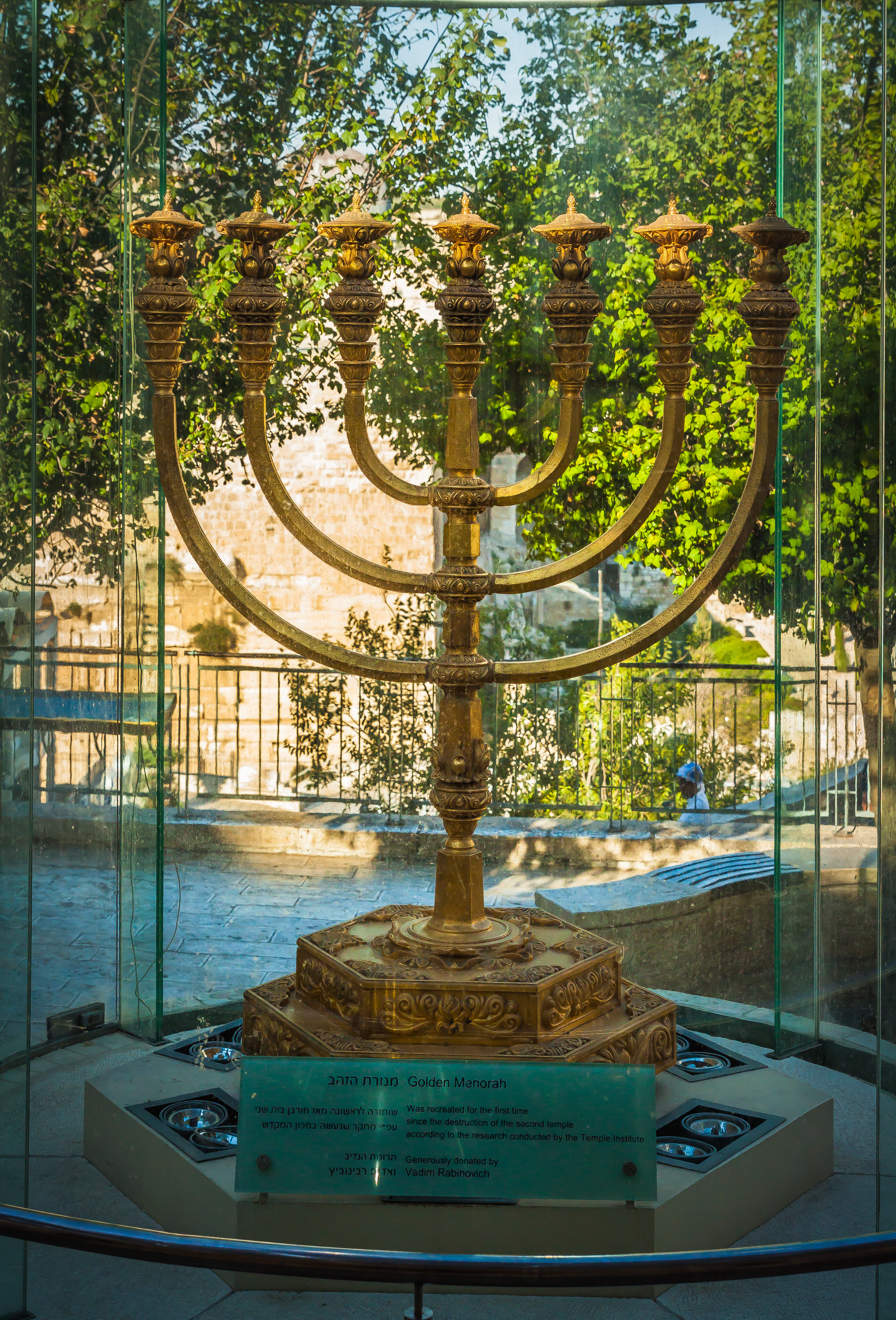
Модель храмовой меноры рядом с Институтом Храма
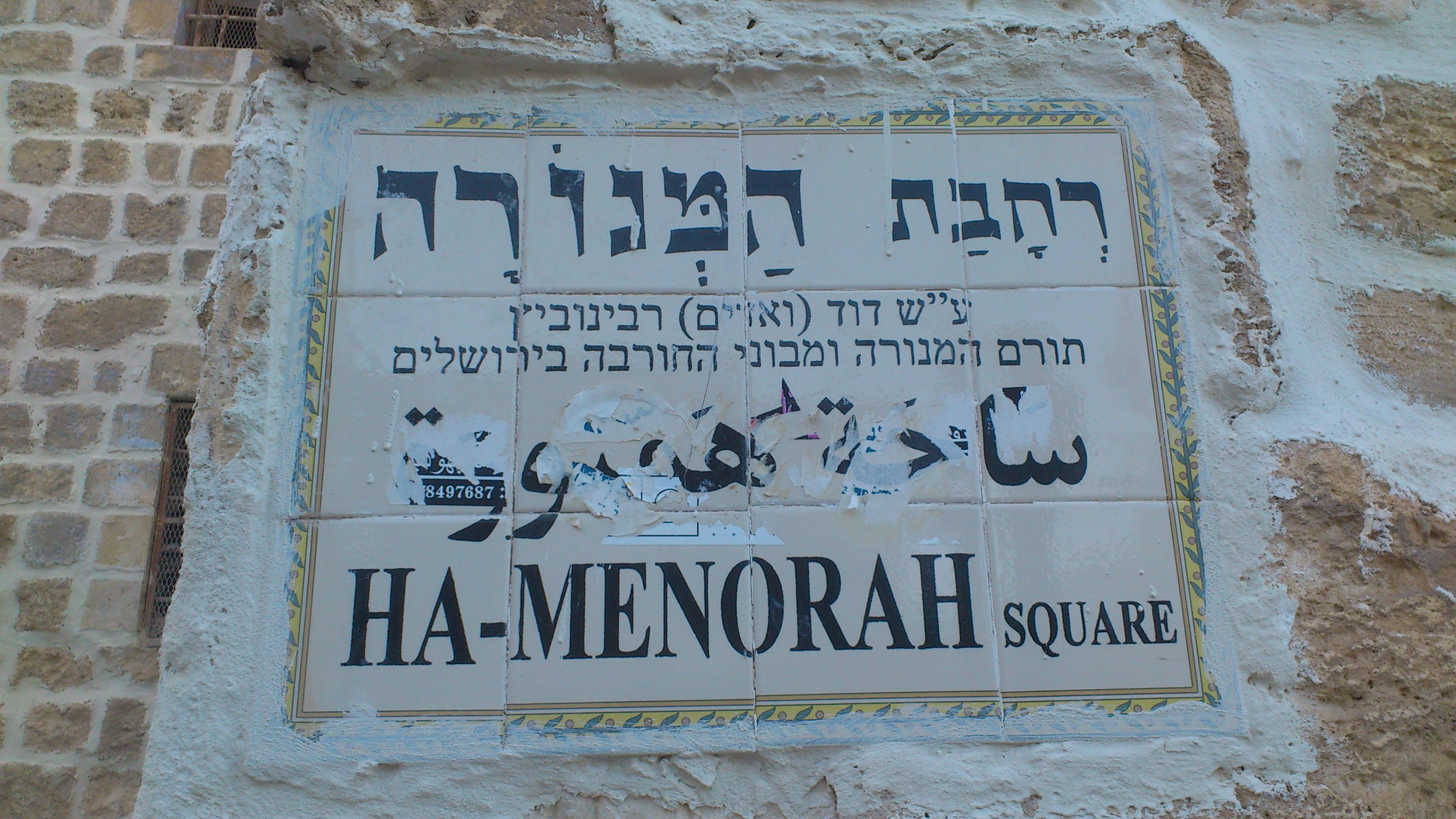
Площадь Меноры и вид на Храмовую гору рядом с Институтом Храма